# Giuseppe Anselmi
Giuseppe Anselmi (Nicolosi, Sicília, 16 de novembre de 1876 - Zoagli, Gènova, 27 de maig de 1929) va ser un tenor italià, un dels més famosos d'Europa en el primer quart del segle xx.
Anselmi va estudiar inicialment violí i piano, però es va preparar de forma autodidacta com a cantant líric en una companyia itinerant d'opereta. El seu debut es va produir el 1896 a Patras, Grècia, en el paper de Turiddu, a Cavalleria rusticana. A Itàlia va prendre classes de cant amb el famós director d'orquestra Luigi Mancinelli. El seu debut a Itàlia va arribar el 1900, a Gènova i, immediatament després, a Nàpols. La seva carrera internacional va començar a Londres, i va continuar amb grans èxits a Barcelona, Buenos Aires, Varsòvia, Moscou i Sant Petersburg.
Un dels llocs on va aconseguir els seus majors èxits va ser el Teatro Real de Madrid, on durant diverses temporades (des que es va presentar el 1907 amb Manon fins a la seva última actuació, amb I Pagliacci, el 1918), va ser l'ídol del públic. Fins a tal punt que, pocs anys abans de morir, va donar el seu cor a l'Arxiu del Real, on es va conservar, dissecat, durant anys. Actualment, la relíquia forma part dels fons del Museu Nacional del Teatre, a Almagro.
Anselmi va fer nombrosos enregistraments, sobretot per al segell Fonotipia, entre 1907 i 1910. En ells va deixar constància del seu bell i càlid timbre i de la seva refinada tècnica, en fragments representatius del seu repertori (Don Pasquale, La Gioconda, I Pagliacci, Luisa Miller, Manon, Werther, La bohème o Fedora).
Es va retirar el 1918 i es va establir prop de Gènova, on es va dedicar a l'ensenyament i a la composició, i va reprendre la interpretació del violí.